# Volksabstimmungen in der Schweiz 1866
Dieser Artikel bietet eine Übersicht der Volksabstimmungen in der Schweiz im Jahr 1866.
In der Schweiz fanden auf Bundesebene neun Volksabstimmungen statt, alle im Rahmen eines Urnengangs am 14. Januar. Es waren die ersten seit der Annahme der Bundesverfassung im Jahr 1848. Sämtliche Vorlagen betrafen eine Teilrevision der Verfassung, wobei nur eine das Volks- und Ständemehr schaffte. Zur Durchführung der Abstimmungen beriefen die Kantone Uri und Nidwalden eine spezielle Landsgemeinde ein, während in den Kantonen Basel-Stadt, Luzern, Obwalden und Schaffhausen nur Personen mit entsprechendem Kantonsbürgerrecht zugelassen waren. In den Kantonen Freiburg und Tessin entschieden die Kantonsparlamente unabhängig vom Ergebnis über das Standesvotum.

## Abstimmungen am 14. Januar 1866

### Ergebnisse
| Nr. | Vorlage                                                                  | Art | Stimm- berechtigte | Abgegebene Stimmen | Beteiligung | Gültige Stimmen | Ja      | Nein    | Ja-Anteil | Nein-Anteil | Stände  | Ergebnis |
| --- | ------------------------------------------------------------------------ | --- | ------------------ | ------------------ | ----------- | --------------- | ------- | ------- | --------- | ----------- | ------- | -------- |
| 02  | Festsetzung von Mass und Gewicht                                         | OR  | k. A.              | k. A.              | k. A.       | 315'578         | 159'182 | 156'396 | 50,44 %   | 49,56 %     | 9½:12½  | nein     |
| 03  | Gleichstellung der Juden und Naturalisierten mit Bezug auf Niederlassung | OR  | k. A.              | k. A.              | k. A.       | 319'433         | 170'032 | 149'401 | 53,23 %   | 46,77 %     | 12½:9½  | ja       |
| 04  | Stimmrecht der Niedergelassenen in Gemeindesachen                        | OR  | k. A.              | k. A.              | k. A.       | 318'762         | 137'321 | 181'441 | 43,08 %   | 56,92 %     | 8:14    | nein     |
| 05  | Besteuerung und zivilrechtliche Verhältnisse der Niedergelassenen        | OR  | k. A.              | k. A.              | k. A.       | 315'754         | 125'924 | 189'830 | 39,88 %   | 60,12 %     | 9:13    | nein     |
| 06  | Stimmrecht der Niedergelassenen in kantonalen Angelegenheiten            | OR  | k. A.              | k. A.              | k. A.       | 319'148         | 153'469 | 165'679 | 48,09 %   | 51,91 %     | 11:11   | nein     |
| 07  | Glaubens- und Kultusfreiheit                                             | OR  | k. A.              | k. A.              | k. A.       | 320'621         | 157'629 | 162'992 | 49,16 %   | 50,84 %     | 11:11   | nein     |
| 08  | Ausschliessung einzelner Strafarten                                      | OR  | k. A.              | k. A.              | k. A.       | 316'983         | 108'364 | 208'619 | 34,19 %   | 65,81 %     | 6½:15½  | nein     |
| 09  | Schutz des geistigen Eigentums                                           | OR  | k. A.              | k. A.              | k. A.       | 314'862         | 137'476 | 177'386 | 43,66 %   | 56,34 %     | 10½:11½ | nein     |
| 10  | Verbot der Lotterie und Hasardspiele                                     | OR  | k. A.              | k. A.              | k. A.       | 315'850         | 139'062 | 176'788 | 44,03 %   | 55,97 %     | 9½:12½  | nein     |

### Festsetzung von Mass und Gewicht
Mit dem revidierten Artikel 37 der Bundesverfassung sollte die Kompetenz zur Festlegung von Massen und Gewichten vollständig dem Bund übertragen werden. In Artikel 37 der damaligen Bundesverfassung war erst festgeschrieben worden, dass das Konkordat von 1835 «über eine gemeinsame schweizerische Mass- und Gewichtsordnung» gesamtschweizerisch eingeführt werden sollte, was 1851 durch Bundesgesetz geschah. Mit der Vorlage von 1866 wollten nun Bundesrat und Bundesversammlung ermöglichen, dass das seit 1835 bestehende System, welches herkömmliche Einheiten wie Fuss und Pfund metrisch definiert und zumeist dezimal gegliedert hatte, durch das reine metrische System mit seinen Grundeinheiten Meter und Kilogramm ersetzt werden konnte. Die Gegnerschaft richtete sich nicht explizit gegen diese Vorlage, sondern bekämpfte aus unterschiedlichen Gründen pauschal sämtliche geplanten Revisionen. Zwar stimmte eine knappe Mehrheit des Volkes zu, doch 12½ zu 9½ Stände lehnten die Vereinheitlichung ab. Diese kam schliesslich im Jahr 1877 zustande.

### Gleichstellung der Juden und Naturalisierten mit Bezug auf Niederlassung
Die Artikel 41 und 48 der Bundesverfassung gewährten allen «Schweizerbürgern christlicher Konfession» die Niederlassungsfreiheit sowie die gesetzliche und gerichtliche Gleichbehandlung in allen Kantonen. Davon ausgenommen waren insbesondere die rund 4000 Schweizer Juden. Nach Ansicht von Bundesrat und Parlament war dies eine im europäischen Vergleich rückständige Regelung, zumal ein 1864 mit Frankreich geschlossener Handelsvertrag französischen Staatsbürgern ungeachtet ihrer Religionszugehörigkeit die Niederlassungsfreiheit zugestand und somit die nichtchristlichen Schweizer benachteiligte. Ebenso sollte die Einschränkung abgeschafft werden, wonach die sich niederlassende Person den Nachweis erbringen musste, dass sie «sich und seine Familie zu ernähren im Stande sei». Eingebürgerte Schweizer mussten für ihre Niederlassung nicht mehr belegen, dass sie mindestens fünf Jahre im Besitz eines Kantonsbürgerrechts waren. Während die Freisinnigen die Vorlage überwiegend unterstützten, bemängelten katholisch-konservative Gegner, dass durch die Ausdehnung der Niederlassungsfreiheit der «Charakter des christlichen Staats» verloren gehe. Als einzige der neun Vorlagen erreichte die Niederlassungsfreiheit der nichtchristlichen Schweizer sowohl das Volks- als auch das Ständemehr.

### Stimmrecht der Niedergelassenen in Gemeindeangelegenheiten
Artikel 41 Ziffer 4 der Bundesverfassung sollte regeln, dass kantonsfremde Schweizer Bürger in der Gemeinde, in der sie sich niedergelassen hatten, gleiches Stimmrecht in kommunalen Angelegenheiten geniessen sollen wie die hier niedergelassenen Kantonsbürger. Ausserdem sollte es verboten sein, die Erteilung des Gemeindestimmrechts an eine bestimmte vorherige Aufenthaltsdauer zu knüpfen. Allgemein wurde der Vorlage keine grosse Bedeutung eingeräumt und sie ging in der Gegnerschaft der Revision als Ganzes unter.

### Besteuerung und zivilrechtliche Verhältnisse der Niedergelassenen
Mit der Änderung von Artikel 41 Ziffer 7 der Bundesverfassung sollte eine weitere Einschränkung der Niederlassungsfreiheit beseitigt werden. Der Bund sollte auf dem Gesetzesweg regeln, ob die Gesetze des Heimat- oder jene des Niederlassungskantons für die Besteuerung und die Regelung der zivilrechtlichen Verhältnisse der Niedergelassenen massgebend sein sollen. Auch diese Vorlage fand angesichts der allgemeinen Gegnerschaft der Revision als Ganzes keine Zustimmung.

### Stimmrecht der Niedergelassenen in kantonalen Angelegenheiten
Durch eine Änderung von Artikel 42 der Bundesverfassung sollten niedergelassene kantonsfremde Schweizerbürger rechtlich den niedergelassenen Kantonsbürgern gleichgestellt werden. Ausserdem sollten die Kantone für die Gewährung der politischen Rechte in kantonalen  Angelegenheiten nicht mehr eine bestimmte Aufenthaltsdauer voraussetzen können. Politische Kommentatoren und Zeitungen betrachteten die Vorlage als wenig wichtig. Beispielsweise schrieb die Neue Zürcher Zeitung, dass viele Kantone ohnehin bereits auf eine Wartefrist verzichteten und dass sich mit der Reform nicht viel ändern würde.

### Glaubens- und Kultusfreiheit
Die in Artikel 44 der Bundesverfassung verankerte Religionsfreiheit sollte auf nicht anerkannte und nichtchristliche Religionsgemeinschaften ausgedehnt werden, die sich innerhalb der Schranken der Sittlichkeit und der öffentlichen Ordnung bewegen. Ebenso hätte niemand aufgrund seines persönlichen Glaubens in seinen bürgerlichen oder politischen Rechten beschränkt werden dürfen. Wie die angenommene Vorlage über die Niederlassungsfreiheit von Nichtchristen betrafen die vorgeschlagenen Änderungen hauptsächlich Juden. Verschiedene Kantone wie Bern, Genf, Neuenburg oder Waadt kannten diese Regelung bereits. Während der parlamentarischen Beratung war die Glaubens- und Kultusfreiheit als «Gebot der gegenwärtigen Zeitanschauungen» und als «Erfordernis der Ehre der Schweiz» bezeichnet worden. Die Neue Zürcher Zeitung bezeichnete die Vorlage als «den wichtigsten […] des ganzen Revisionsvorschlags». Hingegen schrieb die katholisch-konservative Luzerner Zeitung:  «Der Artikel wird nicht ein Schutz der persönlichen Überzeugung, sondern ein Angriffsmittel gegen den Glauben des Volkes und die christliche Sitte werden». Das Volksmehr wurde knapp verpasst, bei den Ständen resultierte ein Patt.

### Ausschliessung einzelner Strafarten
Mitte der 1860er Jahre galt eine Vereinheitlichung des Strafrechts als politisch chancenlos. Als jedoch im Kanton Uri zwei Wochen vor Beginn der Parlamentssession ein Buchdrucker wegen angeblicher Gottesleugnung und -lästerung zu einer Prügelstrafe verurteilt wurde, entstand eine politische Bewegung zu seinen Gunsten. Der Nationalrat und der Ständerat einigten sich auf einen neuen Verfassungsartikel 54a, der dem Bund die Kompetenz erteilen sollte, einzelne Strafarten per Gesetz als unzulässig zu erklären. Die Abstimmungsvorlage erhielt nicht besonders viel Aufmerksamkeit. Selbst die revisionsfreundliche Neue Zürcher Zeitung bezeichnet sie als Kompromiss, der «weder das Gefühl noch den Verstand befriedigt». Die Luzerner Zeitung wiederum meinte, dass die Prügelstrafe in vielen Kantonen nicht mehr angewandt werde und somit die Humanität der Gesetzgebung vorausgeeilt sei und nicht umgekehrt. Die Vorlage erhielt die niedrigste Zustimmung aller neun vorgeschlagenen Teilrevisionen.

### Schutz des geistigen Eigentums
Seit 1854 bestand ein interkantonales Konkordat zum Schutz des geistigen Eigentums. Auf nationaler Ebene blieben entsprechende Bemühungen erfolglos, da die Bedenken gegen diesen Eingriff in die Gewerbefreiheit und in die föderalistische Grundordnung des Bundesstaates überwogen. Der 1864 abgeschlossene Handelsvertrag mit Frankreich führte zu einem Umdenken. Die Bundesverfassung sollte um einen neuen Artikel 59a ergänzt werden: «Der Bund ist befugt, gesetzliche Bestimmungen zum Schutze des schriftstellerischen, künstlerischen und industriellen Eigentums zu erlassen.» Während die Befürworter die ungenügenden kantonalen Regelungen hervorhoben, kritisierten die Gegner, dass der Bundesrat bei der Vereinbarung des Vertrags mit Frankreich in ähnlicher Weise Tatsachen geschaffen habe wie bei der Niederlassungsfreiheit für Juden und erst jetzt etwas als schützenswert erachte, was ihn zuvor nicht interessiert habe.

### Verbot der Lotterie und Hasardspiele
In den Kantonen Uri und Schwyz gab es Lotterien, um Geld zur Unterstützung der Armen zu beschaffen. Ausserdem bestanden seit Mitte der 1850er Jahre in Genf und Saxon umstrittene Spielbanken. Andererseits kam der Versuch, das Glücksspielverbot durch ein Konkordat aller Kantone zu regeln, nur harzig voran, weshalb National- und Ständerat zusätzlich zu den vom Bundesrat beantragten Revisionspunkten einen neuen Verfassungsartikel über Lotterie- und Hasardspiele verabschiedete. Der neue Artikel 59b sollte wie folgt lauten: «Dem Bunde steht das Recht zu, gesetzliche Bestimmungen gegen den gewerbsmässigen Betrieb von Lotterie- und Hasardspielen auf dem Gebiete der Eidgenossenschaft zu erlassen.» Die Vorlage fand kaum Beachtung in den Medien und die Gegner hielten eine Zentralisierung für übertrieben. Die Luzerner Zeitung warnte gar vor möglichen Auswüchsen eines Verbots: So könne der Bund «auf Anregung neidischer Krämerseelen das unschuldige Lebkuchendrehen an der Kirchweihe verbieten».